# Constantin Vasiliu-Rășcanu
Constantin Vasiliu-Rășcanu, romunski general, * 1887, † 1980.